# José Antonio Gali Fayad
José Antonio Gali Fayad (Puebla de Zaragoza, 25 de noviembre de 1958), más conocido como Tony Gali, es un político mexicano. Fue Secretario de Infraestructura del Gobierno del Estado de Puebla y presidente municipal de la Ciudad de Puebla de 2014 a 2016. Fue candidato a gobernador en las elecciones estatales de Puebla de 2016 por parte de la coalición Sigamos Adelante, conformada por los partidos PAN, PT, Nueva Alianza, Pacto Social de Integración y Compromiso por Puebla, misma en que resultó ganador, recibiendo el 45% de los votos emitidos.

## Biografía
Nació el 25 de noviembre de 1958, como el mayor de 6 hermanos. Con su esposa Alma Dinorah López, ha formado una familia con 3 hijos; Tony, Dinorah y José Eduardo, actualmente viven en Puebla y su hijo Tony se ha desempeñado como Coordinador de la Cámara de Diputados.
Obtuvo las licenciaturas en Economía y en Relaciones internacionales por la Universidad de las Américas de Puebla (UDLAP) y es egresado de la maestría en Administración por el Instituto Nacional de Administración Pública (INAP). En el sector privado se desempeñó como Gerente General y Gerente Administrativo en empresas del ramo textil. Fue asesor fiscal, corporativo y de servicios integrales para las empresas y organizaciones estatales y federales, del despacho Auditores y Asesores del Sureste, y ejerció como subdirector Nacional del Cine de las Américas.

## Sector público
En el sector público ha sido Delegado Regional de Evaluación Pacífico-Centro y Administrador Estatal en Puebla del Servicio de Administración Tributaria de la Secretaría de Hacienda y Crédito Público. Asimismo, fungió como delegado de la Comisión Nacional para la Protección y Defensa de los Usuarios de Servicios Financieros, subsecretario de Comunicaciones y Transportes del Estado de Puebla y director general del Instituto para la Asistencia Pública del Estado de Puebla. Acompañó al gobernador de Puebla, Rafael Moreno Valle Rosas en la campaña por la coalición Compromiso por Puebla, conformada por los partidos PAN, PRD, Convergencia y Nueva Alianza. Se desempeñaba como Secretario de Infraestructura del gobierno del estado de Puebla, puesto del cual se separó para buscar la presidencia municipal de la ciudad de Puebla.

## Candidatura a la alcaldía
A partir de 22 de abril de 2013 fue declarado candidato oficial por el Partido Acción Nacional a la alcaldía de Puebla, capital del mismo nombre para las elecciones que se llevaron a cabo el 7 de julio de 2013, en una coalición formada por dicho partido con los partidos Nueva Alianza, de la Revolución Democrática y Compromiso por Puebla.
Su candidatura fue impugnada ante el Instituto Estatal Electoral por supuestos actos anticipados de campaña, y ante el Tribunal Electoral del Poder Judicial de la Federación (TEPJF) por el panista Francisco Javier "El Bony" Torres Sánchez. Sin embargo, las impugnaciones ante el TEPJF fueron desechadas.
El 10 de mayo de 2013, realizó un acto de campaña en la Universidad de las Américas Puebla, en el que fue increpado por un joven quien fue sacado del salón por gente de seguridad. El video de este suceso fue subido a redes sociales donde tuvo difusión y generó varias notas de prensa. La más notable tal vez sea la mención del incidente en el programa de televisión de Denise Maerker. Simpatizantes del candidato se defendieron argumentando que el joven no era alumno de la UDLAP y que fue parte de una campaña sucia orquestrada por el candidato opositor por el PRI, Enrique Agüera.

## Acusaciones de desvió del erario público mediante empresas fantasma
La Auditoría Superior del Estado de Puebla, reveló que José Antonio Gali junto con Rafael Moreno Valle, desviaron 1600 millones de pesos del Comité Poblano para la Construcción de Espacios Educativos (Capcee) empleando 28 empresas fantasma. En el desfalco ya declarado por las autoridades del estado de Puebla, participaron también las secretarías estatales de Infraestructura y Transportes, Salud, Finanzas, la SEP, el Conalep, Ceaspue y el Cecyte.